# Karl Eigen
Karl Eigen (* 3. November 1927 in Lübeck; † 13. Mai 2016) war ein deutscher Landwirt, Politiker der CDU (für die er viermal Abgeordneter im Deutschen Bundestag war), langjähriger Präsident des Bauernverbandes Schleswig-Holstein und einer der Förderer des Anbaus von Raps zur Erzeugung von Biodiesel.

## Leben
Karl Eigen besuchte das Gymnasium, das er 1943 wegen der Einberufung als Flakhelfer verließ. 1944 erfolgte die Einberufung zum Reichsarbeitsdienst und im Anschluss die Einberufung zur Wehrmacht. Nach Ende des Zweiten Weltkrieges absolvierte er eine Landwirtschaftslehre, nach deren Abschluss er die Meisterprüfung zum Landwirtschaftsmeister absolvierte.
1951 übernahm Karl Eigen den elterlichen Bauernhof in Klein Parin. Von 1969 bis 1984 war er Vorsitzender des Kreisbauernverbandes Eutin und zugleich 1. Vizepräsident des Landesbauernverbandes Schleswig-Holstein. 1984 zum Vorsitzendes des Landesbauernverbandes Schleswig-Holstein gewählt, blieb in dieser Funktion bis 1994 und wurde danach zum Ehrenpräsidenten ernannt. 
Unter seiner Federführung gründeten 1990 der Deutsche Bauernverband und der Bundesverband Deutscher Pflanzenzüchter gemeinsam die  Union zur Förderung von Oel- und Proteinpflanzen (Ufop), deren erster Vorsitzender Eigen wurde. Von 1993 bis 1995 war er zudem auch Vorsitzender der Fachagentur Nachwachsende Rohstoffe (FNR), die ebenfalls auf seine Initiative hin ins Leben gerufen wurde. Auf diese Weise wurde Eigen zu einem der Begründer und Vorreiter des Raps-Anbaus zur Erzeugung von Biodiesel. 2009 gründete und finanzierte er gemeinsam mit Dietrich Brauer die „Karl Eigen und Dr. h. c. Dietrich Brauer Stiftung“, die sich der Förderung von Wissenschaft und Forschung auf dem Gebiet der Öl- und Eiweißpflanzen widmet.
Er war evangelischen Glaubens, verheiratet und hatte zwei Kinder.

## Politik
Karl Eigen trat 1958 in die CDU ein. Von 1961 bis 1995 war er Dorfvorsteher von Klein Parin. Von 1962 bis 1969 gehörte er der Gemeindevertretung der Gemeinde  Stockelsdorf an.
Von 1972 bis 1976 und von 1980 und 1990 gehörte er dem Deutschen Bundestag an. 
1972 war er zunächst über die Landesliste der CDU Schleswig-Holstein in den 7. Deutschen Bundestag eingezogen, unterlag aber vier Jahre später als Bewerber um das Direktmandat im neu gebildeten Bundestagswahlkreis Rendsburg-Eckernförde der späteren Ministerpräsidentin Heide Simonis. 1980 bis 1983 zog er erneut über die Landesliste der CDU in den 9. Deutschen Bundestag ein, bevor er 1983 bis 1990 als direkt gewählter Abgeordneter den Bundestagswahlkreis Plön – Neumünster im 10. und 11. Deutschen Bundestag vertrat.
Im Bundestag fungierte er u. a. Stellvertretender Vorsitzender des Ausschusses für Ernährung, Landwirtschaft und Forsten.

## Ehrung
Karl Eigen war Träger des Großen Verdienstkreuzes mit Stern des Verdienstordens der Bundesrepublik Deutschland.

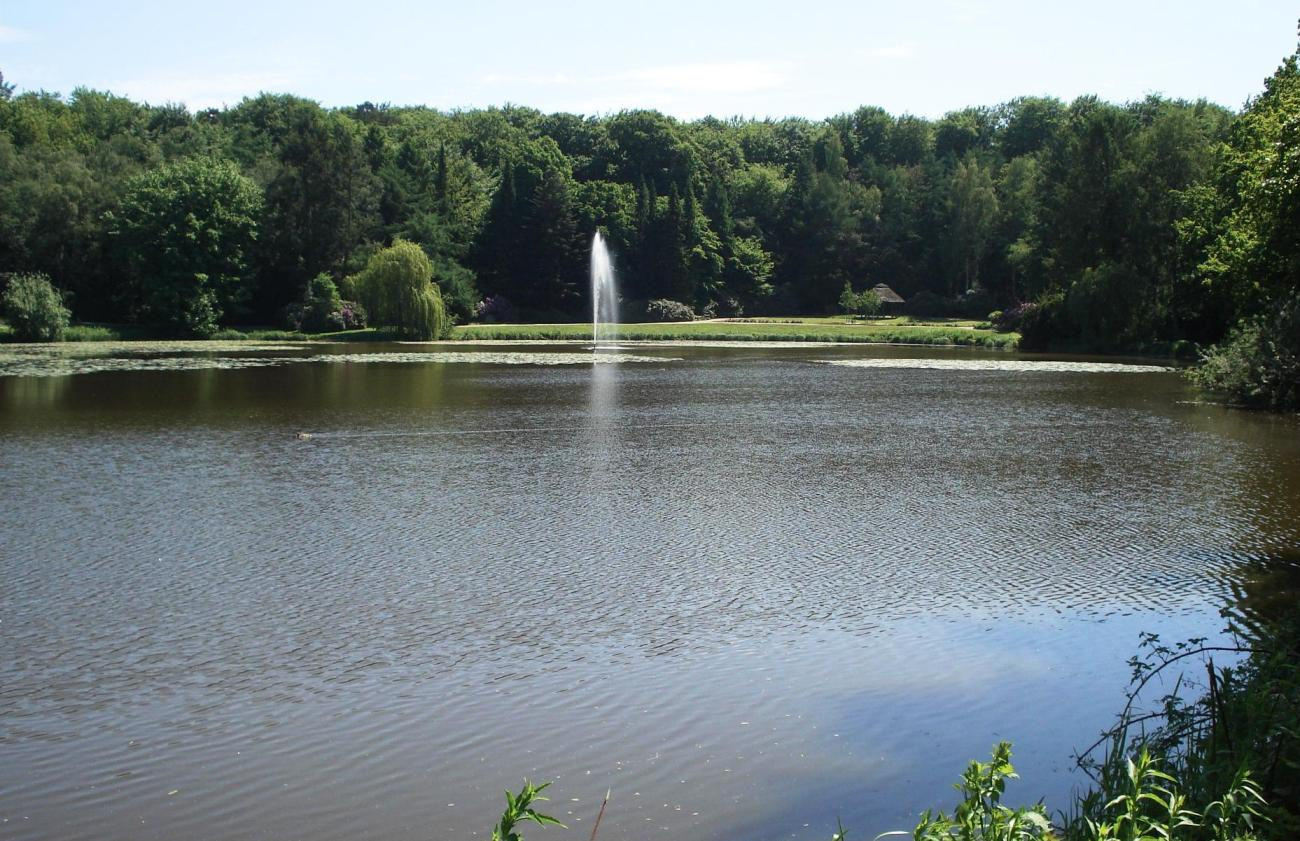
Der Schwartauer See im Kurpark von Bad Schwartau mit der Fontäne – ein Geschenk von Karl Eigen (anlässlich seines 80. Geburtstages) an Bad Schwartau